# Futbol a Burkina Faso
El futbol és l'esport més popular a Burkina Faso.
El futbol aparegué a Burkina Faso (antic Alt Volta) al voltant de la dècada de 1930, introduït per francesos de les regions dels voltants.

## Competicions

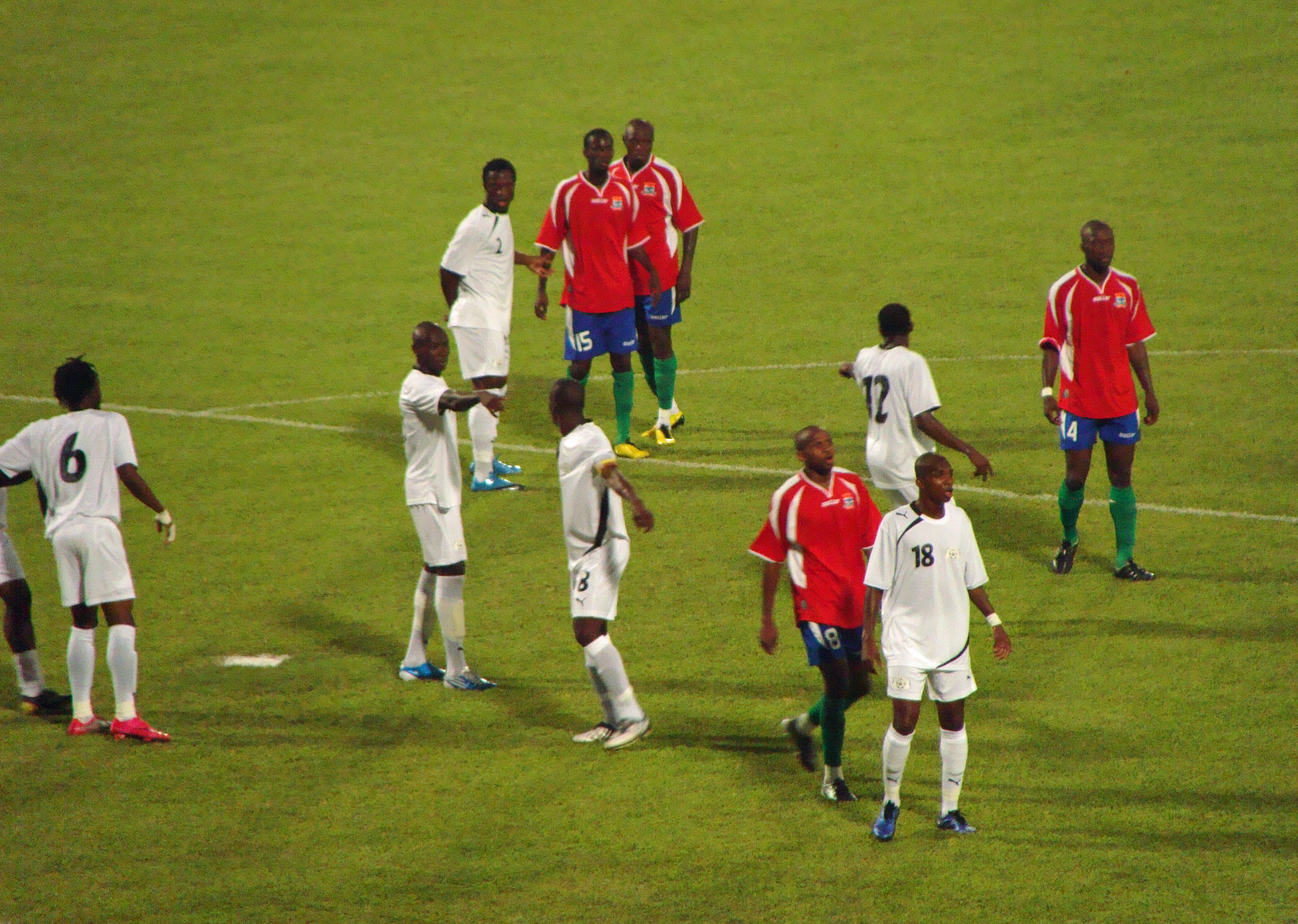
Imatge d'un partit entre Burkina Faso i Gàmbia.

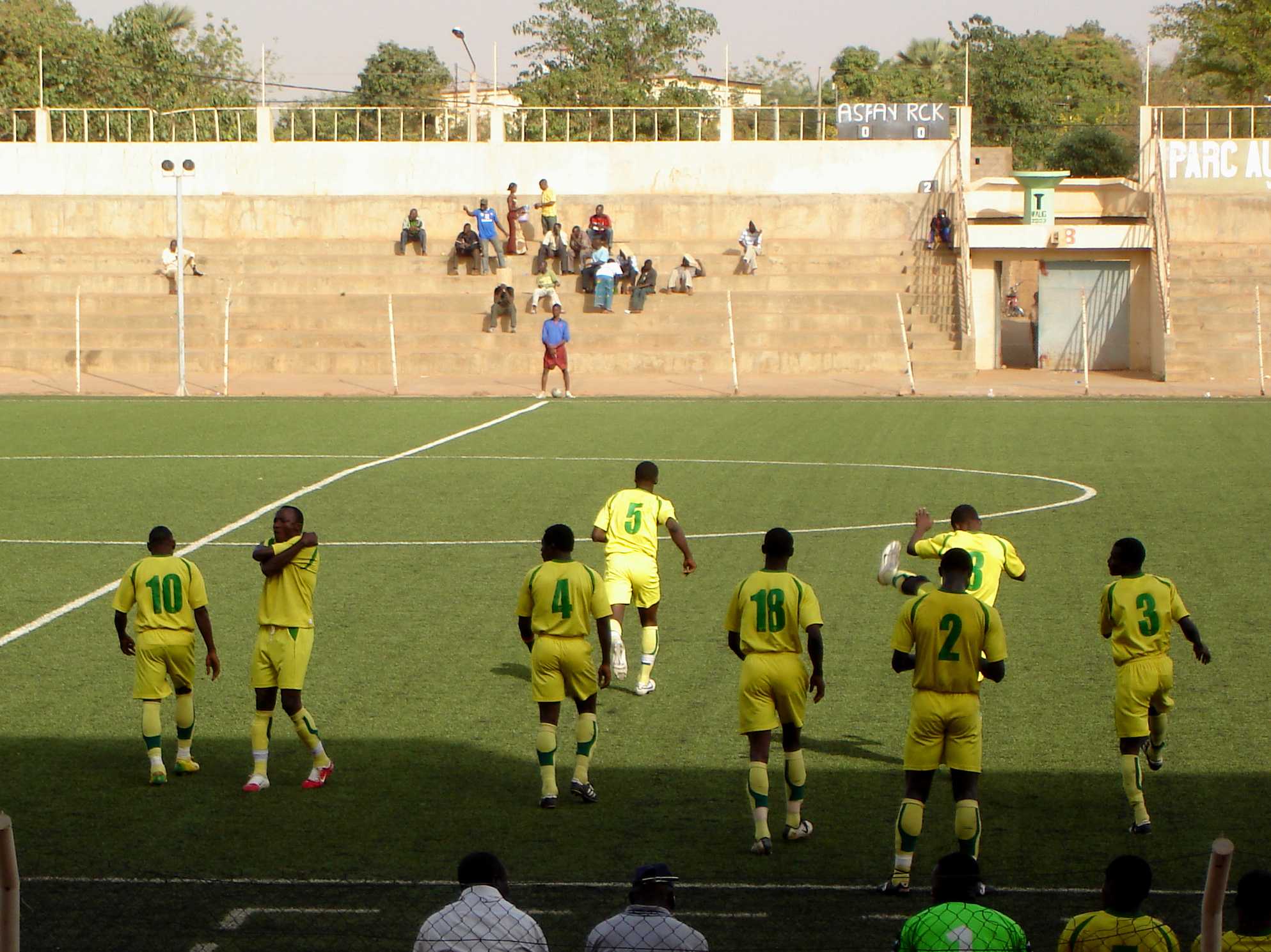
ASFA Yennenga.

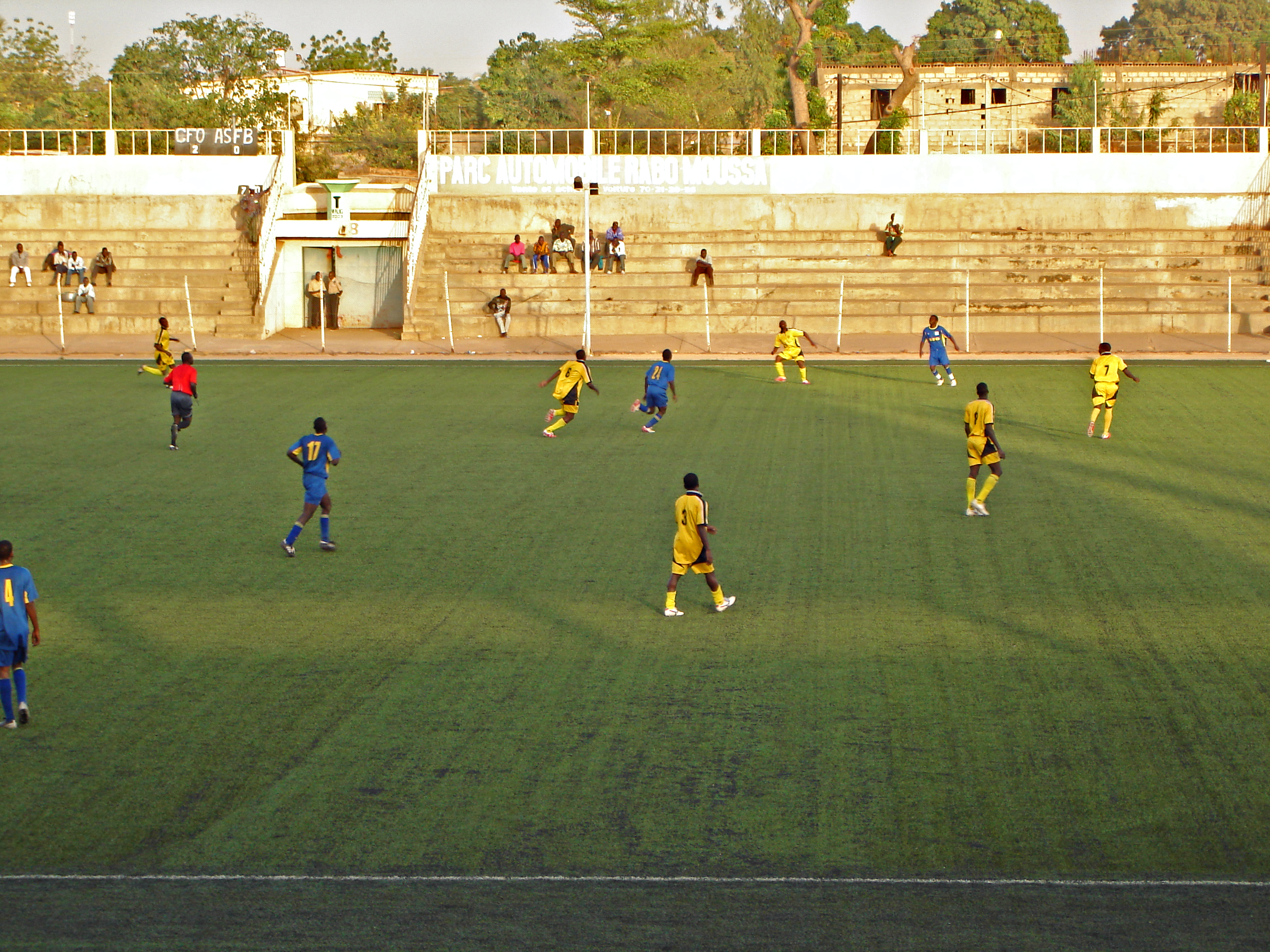
Partit Commune FC - ASF Bobo Dioulasso el 2008.

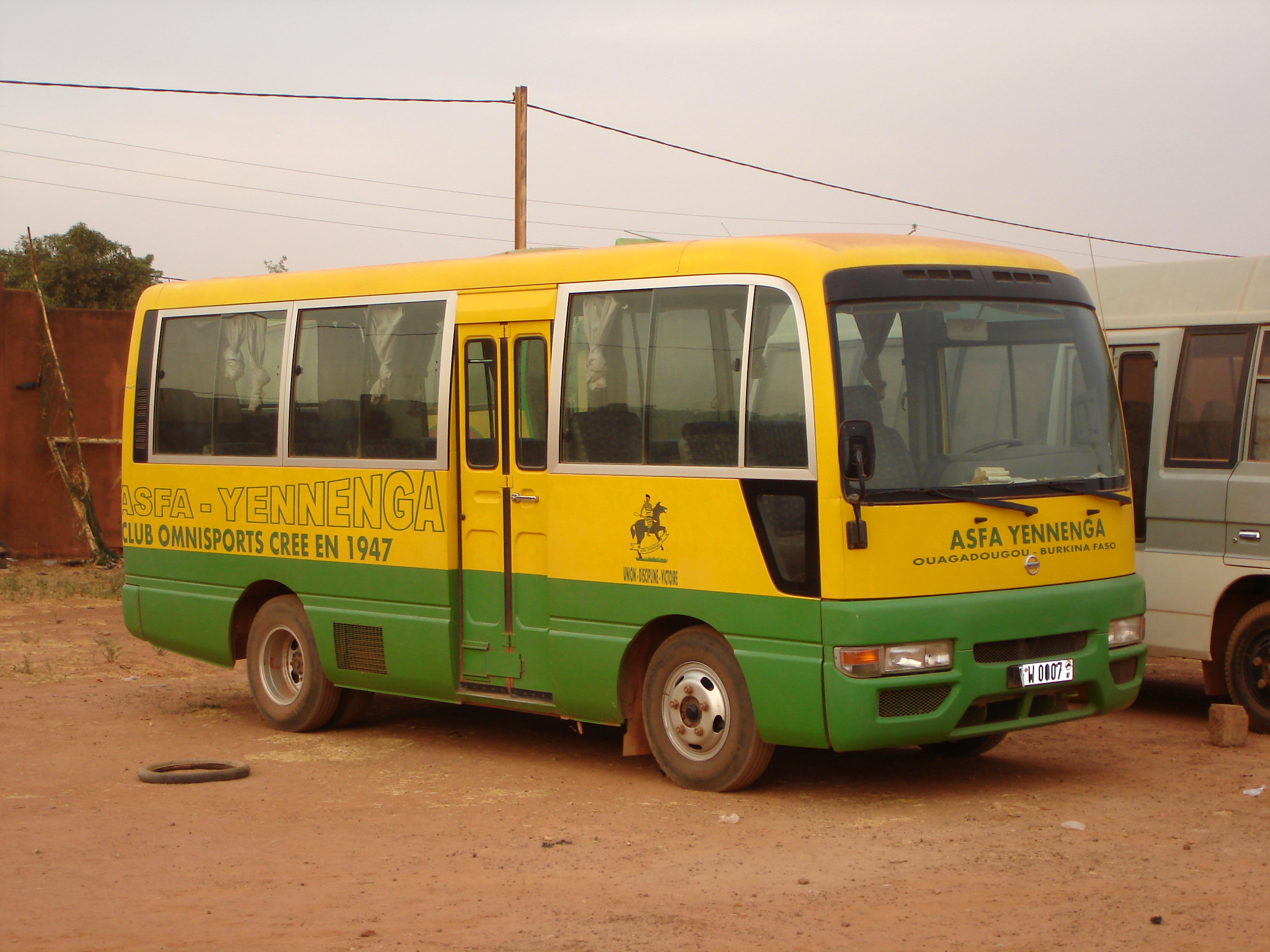
Autobús de l'ASFA Yennenga.

- Lligues:
  - Première Division
  - Deuxième Division
  - Troisième Division
- Copes:
  - Copa burkinesa de futbol
  - Supercopa burkinesa de futbol

## Principals clubs
Clubs amb més títols nacionals a 2019.
- Étoile Filante de Ouagadougou
- ASFA Yennenga
- Silures Bobo-Dioulasso
- Union Sportive des Forces Armées
- Racing Club de Bobo
- USFR Abidjan-Niger
- Rail Club du Kadiogo
- ASF Bobo Dioulasso
- Union Sportive de Ouagadougou
- Commune Football Club
- Salimata et Taséré FC
- Rahimo Football Club

## Jugadors destacats
Fonts:
Des de 1990
- Oumar Barro
- Brahima Traoré

Des de 2000
- Aristide Bancé
- Moumouni Dagano
- Mohamed Kaboré
- Mahamoudou Kéré
- Alassane Ouédraogo
- Saïdou Panandétiguiri
- Florent Rouamba
- Abdoulaye Soulama
- Mamadou Tall
- Amadou Touré
- Mamadou Zongo

Des de 2010
- Charles Kaboré
- Mohamed Koffi
- Bakary Koné
- Djakaridja Koné
- Préjuce Nakoulma
- Jonathan Pitroipa
- Abdou Razack Traoré
- Alain Traoré
- Bertrand Traoré
- Steeve Yago

## Principals estadis
| # | Estadi                                     | Capacitat | Ciutat         |
| - | ------------------------------------------ | --------- | -------------- |
| 1 | Estadi del 4 d'agost de 1983               | 35.000    | Ouagadougou    |
| 2 | Estadi General Aboubacar Sangoulé Lamizana | 30.000    | Bobo Dioulasso |
| 2 | Estadi Municipal d'Ouagadougou             | 15.000    | Ouagadougou    |